# سیمونه آنتونینی
سیمونه آنتونینی (ایتالیایی: Simone Antonini؛ زادهٔ ۱۲ فوریهٔ ۱۹۹۱) دوچرخه‌سوار اهل ایتالیا است.
از باشگاه‌هایی که در آن رکاب زده‌است می‌توان به تیم دوچرخه‌سواری سوپر بتن، روت–آکروس، و وانتی–گروپ گوبر اشاره کرد.